# 水岸红车

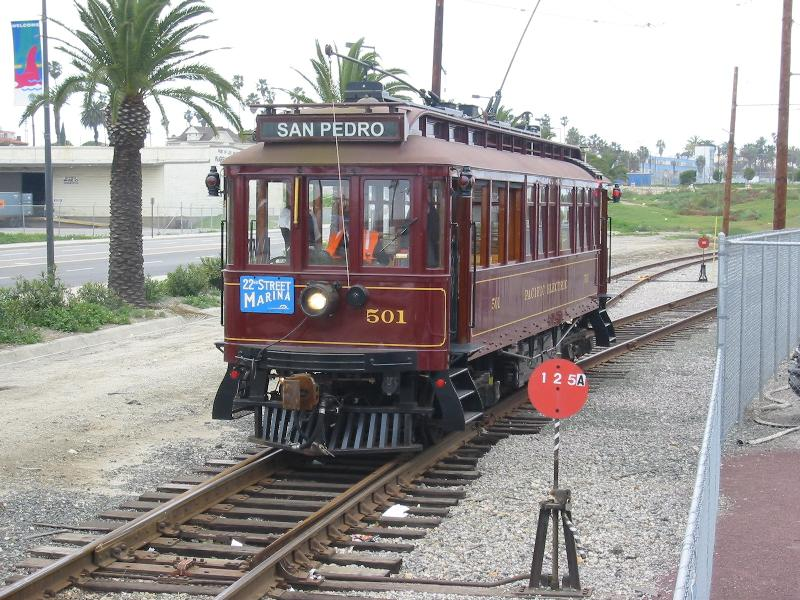
使用车辆

水岸红车（Waterfront Red Car），是美国加利福尼亚州洛杉矶圣彼得罗地区由洛杉矶港务局运营的一条有轨电车线路，总长1.5英里（2.41） ，在2003年开通。该线路使用原版和复刻的太平洋电车公司的电车运营，该电车公司曾在其60年的历史里运营过洛杉矶和周边地区长达1000英里的电车网络。